# Palacio de Galiana
El palacio de Galiana es un edificio de la ciudad española de Toledo. De origen medieval y ubicado fuera del casco histórico, cuenta con el estatus de bien de interés cultural.

## Historia
El edificio, situado al noreste del casco histórico de la ciudad de Toledo, muy probablemente formó parte de la almunia construida por Al-Mamún de Toledo, rey de la taifa de Toledo (1043-1075). A raíz de la conquista cristiana, el lugar se denominó «almunia real», aplicándose todavía en 1294, aunque por estas fechas se impone la castellanización de «Huerta del Rey». El nombre de Galiana se popularizó a partir del siglo XVI a consecuencia de la desaparición de los auténticos palacios de Galiana, situados en recinto del Alficén, junto al alcázar.

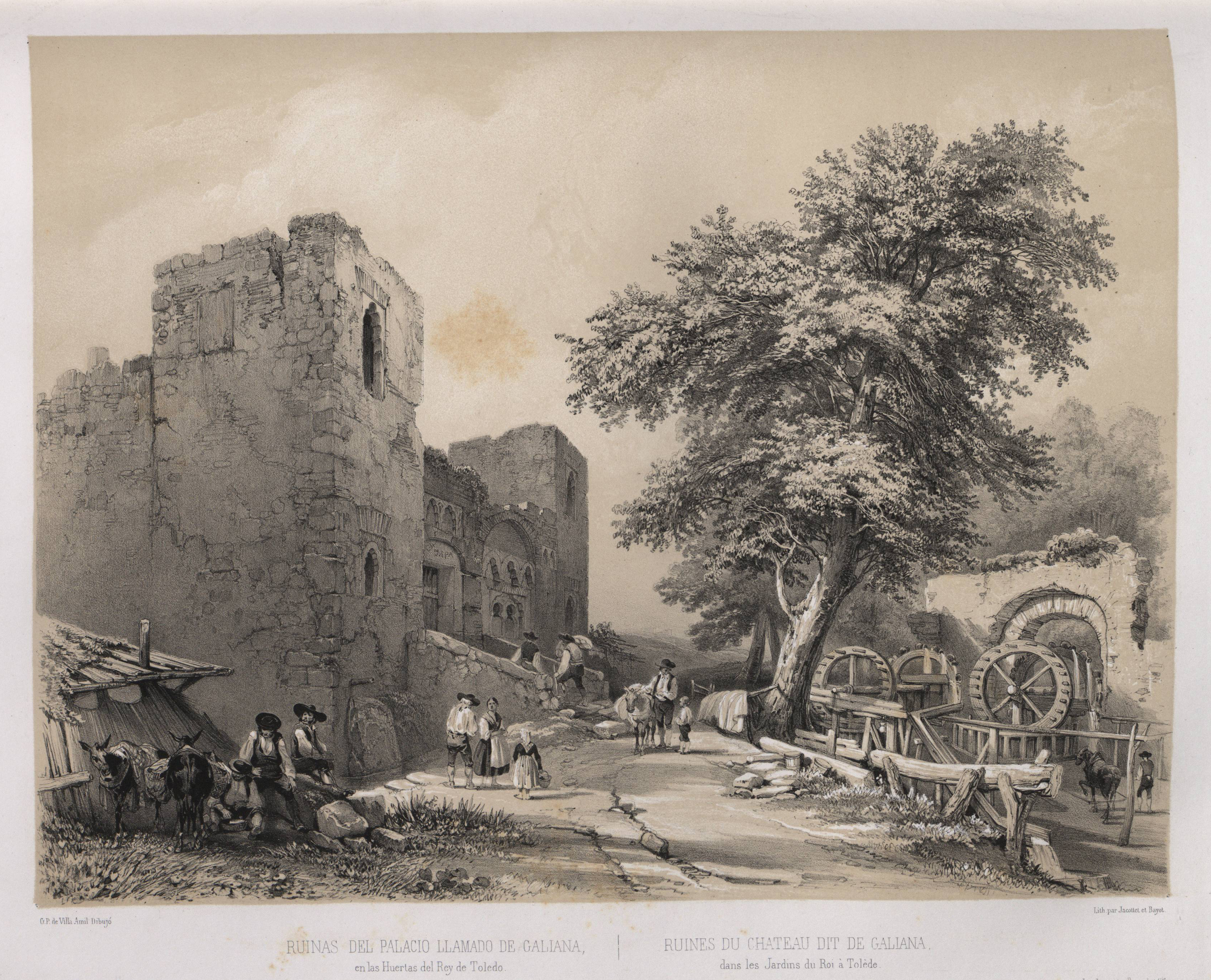
Vista del edificio en un dibujo de Jenaro Pérez Villaamil publicado en el primer volumen de España artística y monumental (1842).

Desde finales del siglo XI y a lo largo del siglo XII la ciudad de Toledo fue asediada por tropas almorávides y almohades, que reiteradamente destruyen y talan la vega, y por tanto la almunia, sufriendo aún grandes destrozos en 1212, cuando los ejércitos venidos a luchar contra los almohades acamparon en ella, y según los Anales Toledanos «cortaron toda la Huerta del Rey». De estos hechos parece deducirse la opinión generalizada de la total destrucción del edificio de época islámica y la posterior construcción de un palacio mudéjar, que ha sido fechado entre los siglos XIII y XIV. Sin embargo, aunque las campañas debieron afectar a la vivienda, no es tan seguro que fuera arrasada. Hay referencia de que en 1254, el rey de Granada, cuando vino a entrevistarse con Alfonso X, «posó en la huerta del Rey, que es cerca de Toledo».
Según Teresa Pérez Higuera, el actual edificio conserva la estructura andalusí primitiva y la obra mudéjar consistió en labores decorativas, aunque no descarta la reparación de algunos lienzos. Se trataría, por tanto, de un modelo de palacio hispano-musulmán del siglo XI, compuesto por salas de recepción que se corresponden con el edificio actual, conectadas con una gran alberca, que todavía conserva el emplazamiento, y unos jardines de gran belleza. De las noticias transmitidas por las fuentes islámicas puede deducirse que el principal atractivo de la almunia construida por al-Ma´mun derivaba de su situación junto al Tajo, que suministraba el agua necesaria para el riego y el ornato de la huerta y los jardines, cuyo trazado se atribuye a Ibn Wafid con ayuda de Ibn Bassal. Ibn Wafid (Toledo, 999-¿1074?), fue un notable visir dedicado al estudio de la farmacología. Autor de varias obras, sus tratados más conocidos son el Libro de los medicamentos simples y la Suma de agricultura, compendio agronómico de gran difusión durante la Edad Media. Encargado por al-Ma´mun de plantar la Huerta del Rey, realizaría allí experimentos de aclimatación de diversas especies vegetales. Por su parte, Ibn Bassal (Toledo, ¿1048?) fue el responsable de las tareas agrícolas y realizó un largo viaje a Oriente con el objetivo de conseguir semillas y especies vegetales exóticas para plantarlas en la Huerta del Rey.

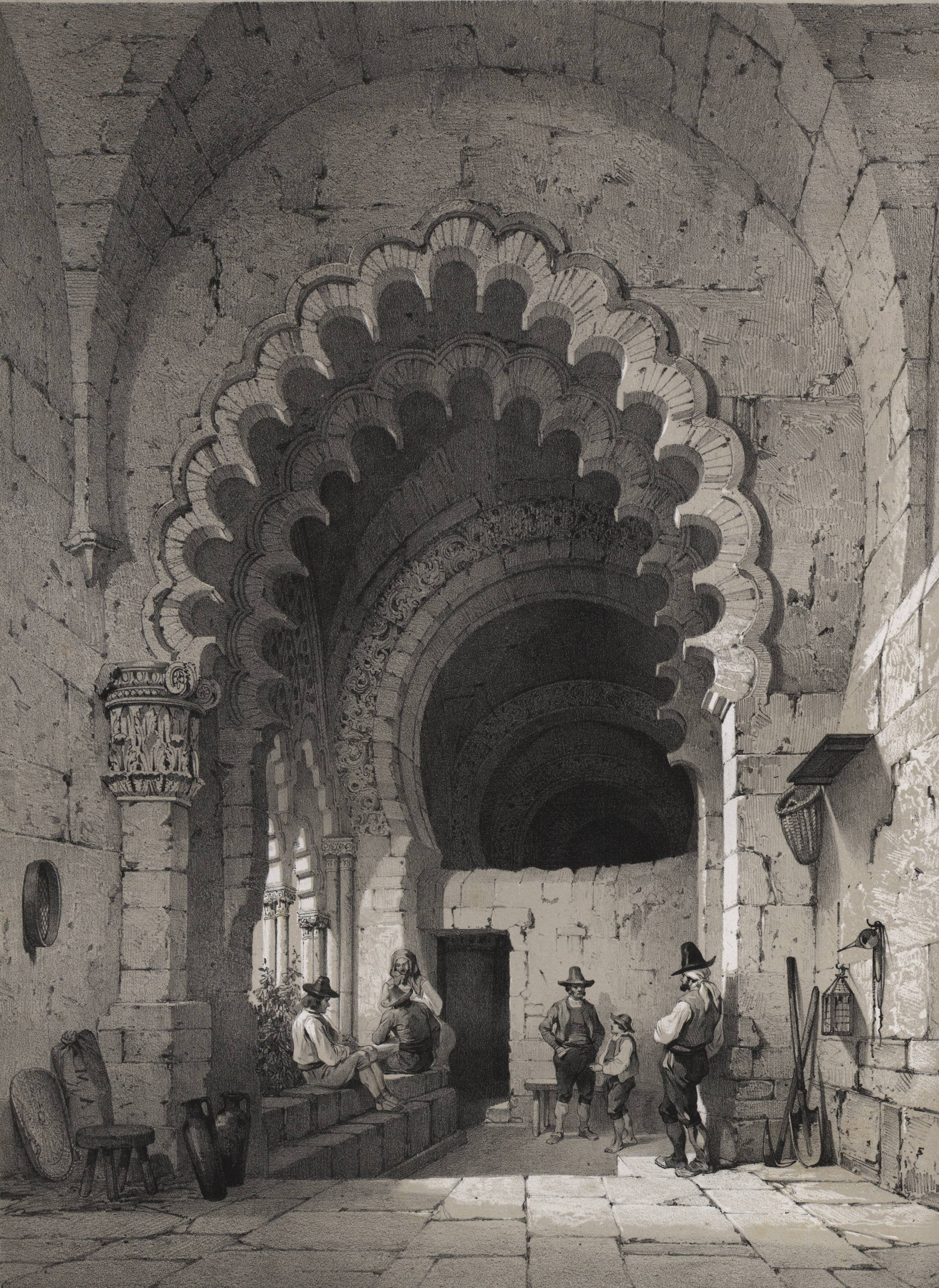
Sala de los palacios de Galiana por Jenaro Pérez Villaamil, en el tercer volumen de España artística y monumental (1850)

La parte más celebrada del conjunto era el Jardín de la Noria, atravesado por una acequia cuyas aguas eran recogidas por la noria para regar las plantaciones y surtir la alberca situada frente al palacio. En grabados antiguos se reproduce la noria frente al palacio de Galiana y la alberca existe todavía delante del edificio, a nivel inferior, manteniéndose su uso en 1603, cuando Salazar de Mendoza describe «unas casas viejas que tienen un estanque de agua por patio, a quien el vulgo ignorante llama los palacios de Galiana». La existencia de este jardín con una única alberca difiere de la tipología habitual del modelo persa (de acequias cruzadas y albercas simétricas) para inspirarse en el modelo bereber, reminiscencia del oasis africano que se expandió notablemente con los almohades. Precisamente la acequia permite establecer un modelo para la almunia toledana, ya que más allá de su relación con la munyat al-Ámiriya de Córdoba, se halla la misma asociación de palacete con alberca en otros ejemplos de arquitectura islámica como el Qas al-Bahr de la ciudad palatina de Raqqada (siglo IX) o la Favara de Palermo, ya en el siglo XI.
En época mudéjar se rehicieron las fachadas norte y sur. Según recoge Gómez-Moreno, a principios del siglo XX, cuando el edificio se encontraba en mal estado, aún se apreciaban las ventanas con arquillos lobulados, las yeserías de los encuadramientos –que data en el siglo XIV– y restos de pinturas –que considera anteriores– en las habitaciones del segundo piso. En la actualidad quedan escasos fragmentos de dicha decoración, pero el testimonio de Gómez-Moreno parece indicar dos reformas. Por un lado, a mediados del siglo XIII se realizarían los zócalos de pinturas y algunas de las yeserías. Posteriormente, Juan I donó esta posesión real al convento de jerónimos de la Sisla en 1385. Casi una década después fue comprada por Beatriz de Silva, quien contrae matrimonio en 1397 con Alvar Pérez de Guzmán. Sería poco tiempo después cuando se acometió la segunda reforma del edificio, como atestiguan los escudos de Guzmán y Silva que figuraban en las yeserías.

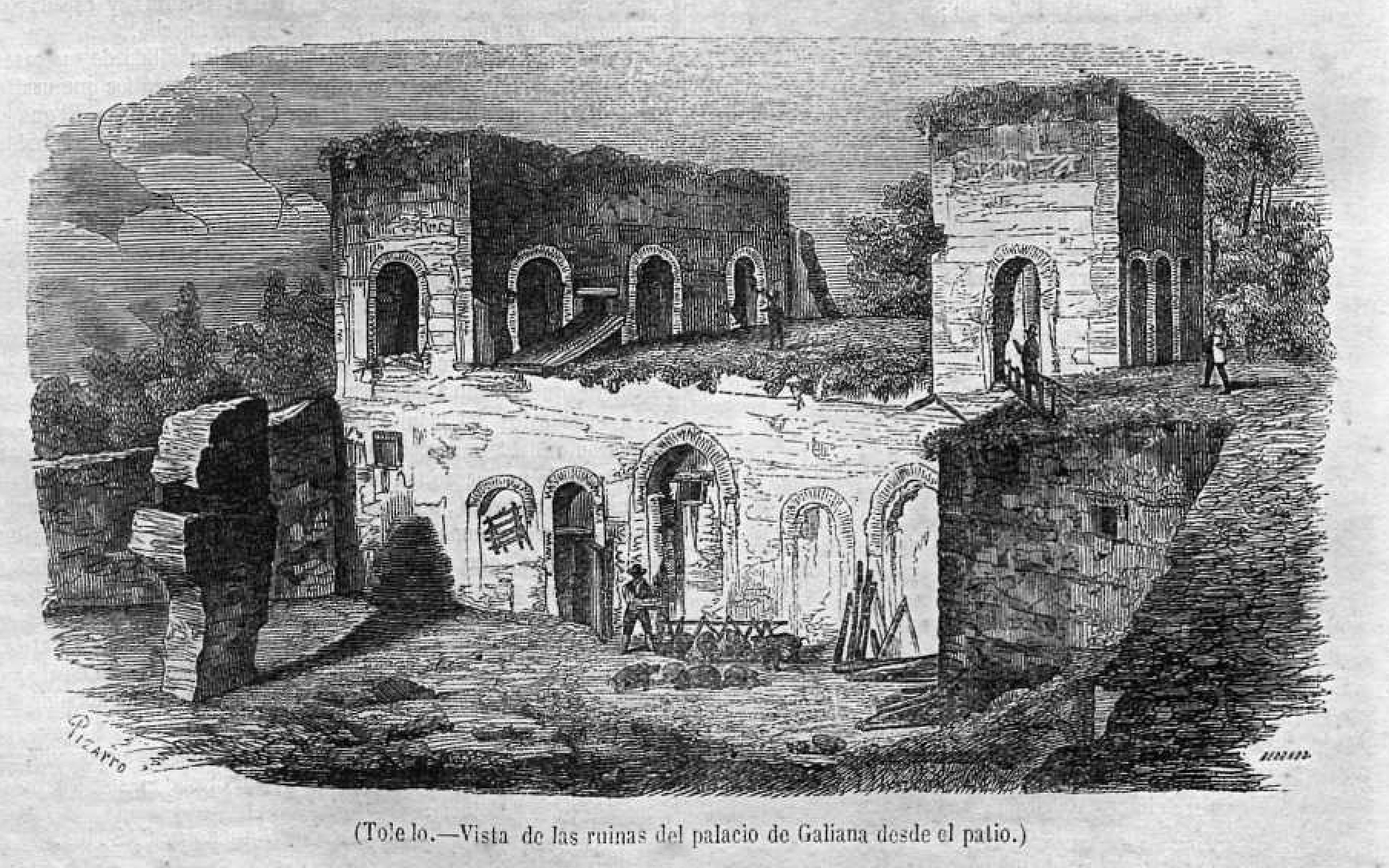
Vista de las ruinas del palacio desde el patio por Cecilio Pizarro (Semanario Pintoresco Español, 11 de mayo de 1851)

Por las sucesivas herencias, la huerta se fraccionó en diversos propietarios. La mayor parte siguió perteneciendo a la familia Guzmán y Montijo, mientras que otras zonas pertenecían a la capilla de Santo Tomás y a la cofradía de la Santa Caridad. Tras las desamortizaciones del XIX, la Casa de Montijo adquirió las partes proindiviso de las entidades cuyo patrimonio inmueble enajenó el Estado, interesando a la emperatriz Eugenia la restauración del palacio, lo que finalmente no ocurrió. Conforme pasó el tiempo, el lugar fue cayendo en el abandono.

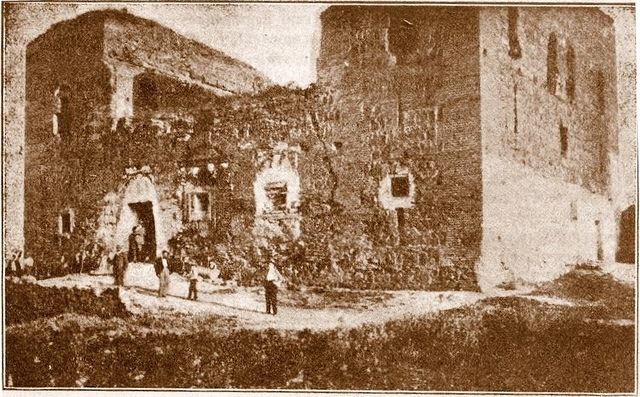
Vista del palacio

Fue declarado monumento histórico-artístico, perteneciente al Tesoro Artístico Nacional, el 3 de junio de 1931, mediante un decreto publicado en la Gaceta de Madrid con la rúbrica del presidente provisional de la república, Niceto Alcalá-Zamora, y del ministro de Instrucción Pública y Bellas Artes, Marcelino Domingo y Sanjúan. En el siglo XX el duque de Peñaranda vendió la finca a Alejandro Fernández de Araoz y Carmen Marañón, quienes en 1959 emprendieron la rehabilitación. La obra fue encargada al arquitecto Fernando Chueca Goitia y contó con el asesoramiento de historiadores y arquitectos como Manuel Gómez Moreno, Leopoldo Torres Balbás y Alfonso Sánchez Cantón. En la actualidad contaría con el estatus de bien de interés cultural, si bien el proceso para declararlo monumento y adecuarlo a la legislación más reciente, iniciado en 2017, quedaría archivado en 2018.

## Descripción

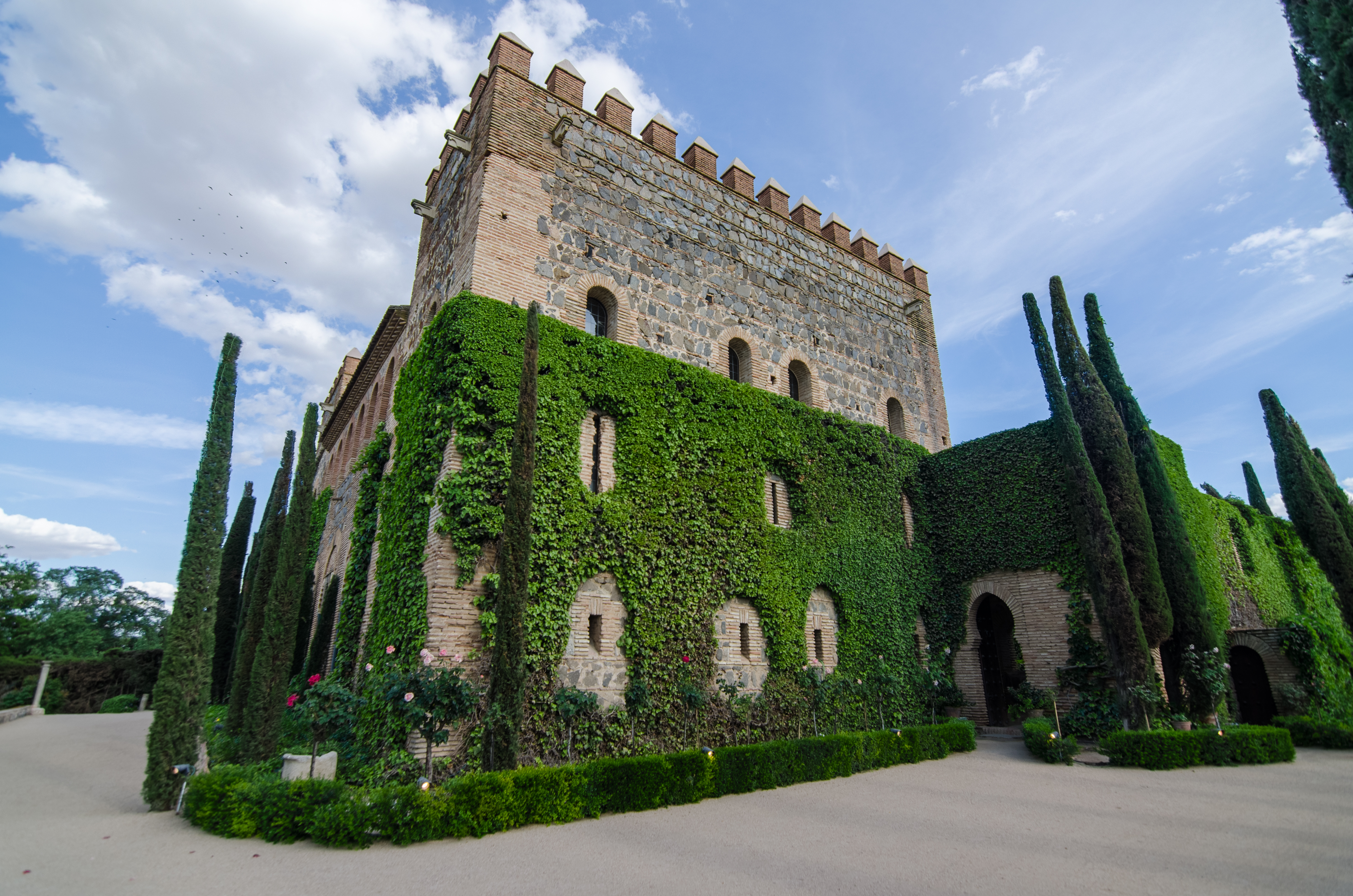
Fachada con plantas trepadoras

El palacio consta de dos alturas y planta rectangular que se completa con una zona de edificación abierta desarrollada en planta también rectangular a lo largo de su fachada principal. Se trata de un edificio formado por tres cuerpos perpendiculares a la fachada. Los dos laterales, de planta rectangular, se elevan formando sendos volúmenes a modo de torres en las fachadas anterior y posterior. El cuerpo central es de menor altura y forma una unidad con los laterales en planta baja y los une en planta alta mediante muros de fachada con huecos de ventana, abriéndose cuatro de arcos de medio punto y uno central adintelado de mayores proporciones a la fachada anterior, y otros seis de arco de medio punto similares a los anteriores en la fachada posterior. En este cuerpo central de composición simétrica, se abre el acceso principal en planta baja mediante tres arcos de medio punto, siendo el central de muy grandes proporciones. A ambos lados se encuentran dos ventanas geminadas con arcos lobulados y columnillas.

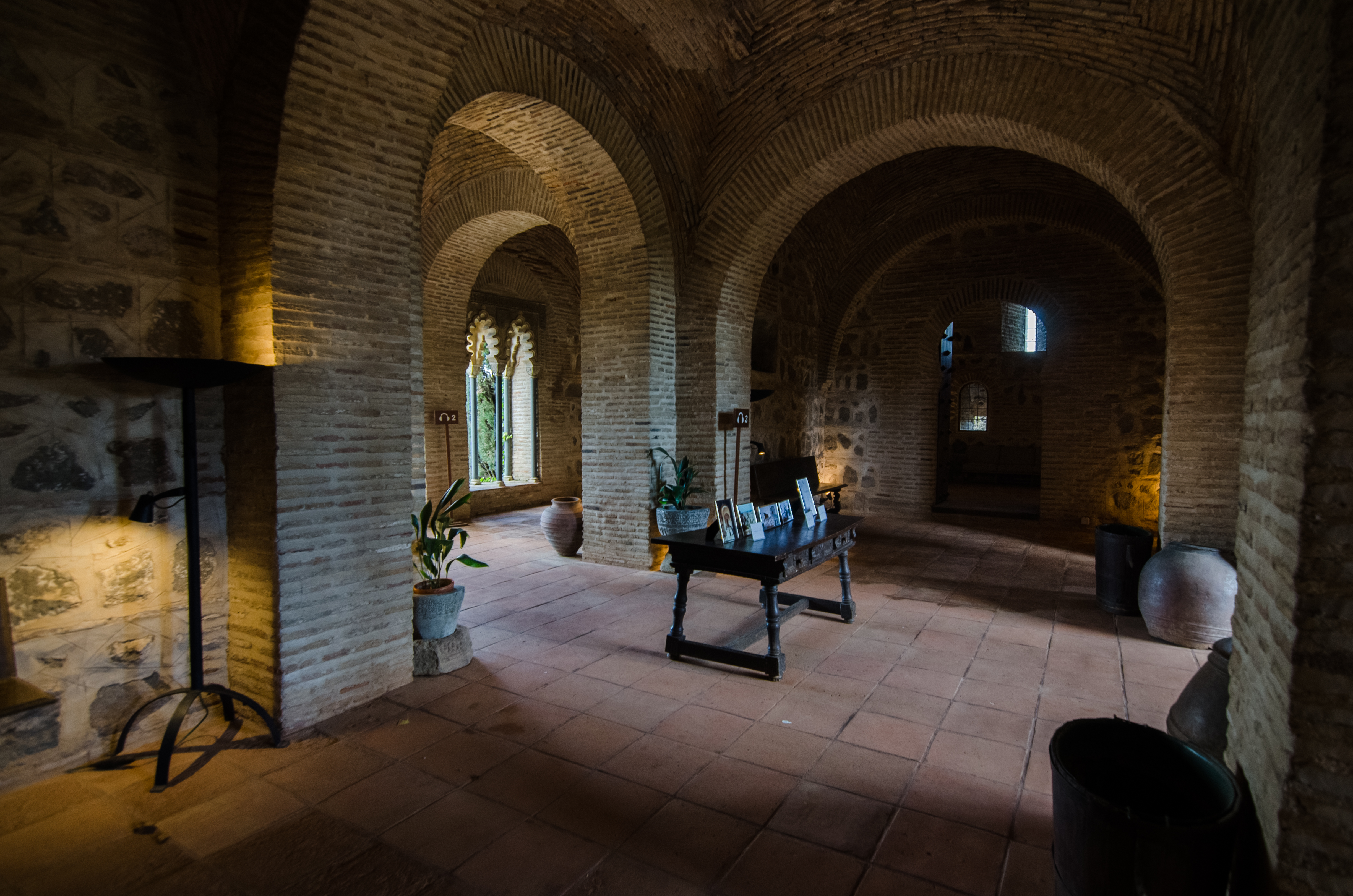
Estancia interior

En la fachada posterior, orientada hacia el Tajo, se repite el tema de las dos ventanas geminadas y, entre ellas, otra de tres luces e idénticas características a las anteriores. Todas ellas se abren bajo arcos de descarga de ladrillo pertenecientes a la construcción de época anterior, ya que las ventanas se abrirían probablemente después. Todas ellas están adornadas con yeserías al interior. En las fachadas laterales se abren cuatro huecos de ventana con arco de medio punto en el piso superior, tres saeteras en el segundo y otras cuatro saeteras de proporciones menos alargadas en el inferior. Los muros correspondientes a los cuerpos laterales se rematan mediante merlones con coronación piramidal y los correspondientes a la falsa fachada del cuerpo central con cornisa de ladrillo formando picos. La fábrica de los muros es de mampostería y ladrillo con recercado de huecos en ladrillo y en el interior las distintas dependencias se cubren con bóvedas de arista y vaídas de ladrillo. La zona de edificación abierta tiene composición simétrica con dos entradas laterales a ambos lados de la fachada principal, forma un patio con una zona central más baja, donde diversas dependencias se abren bajo arcos de medio punto.

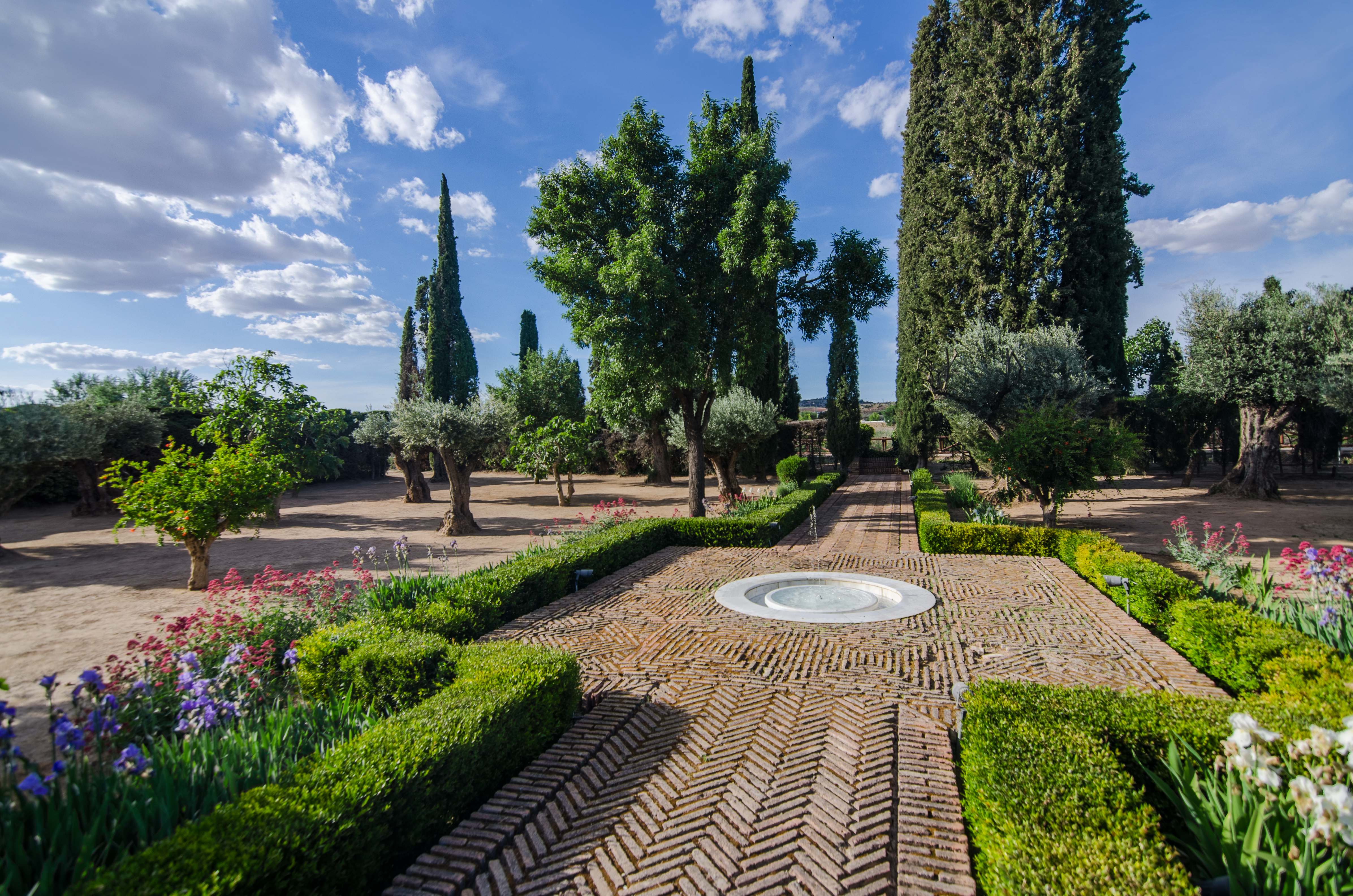
Jardines con setos, cipreses, olivos y otros árboles

El palacio de Galiana cuenta con unos jardines circundantes, con un cuidado diseño y buen estado de conservación. El camino de acceso presentaba a comienzos del siglo XXI un seto de ciprés y otro de flores de adelfas. Los jardines se componían fundamentalmente de cipreses, aunque a lo largo del recorrido también aparecían lavandas, rosales, granados y plantas trepadoras como hiedra o parra virgen.